# Rdeči seznam IUCN varstveno odvisnih vrst
19. decembra 2015 je bilo v Rdečem seznamu IUCN uvrščenih 250 varstveno odvisnih vrst, podvrst in varietet, populacij in subpopulacij.

## Živali (Animalia)
| ID vrste | Deblo      | Razred         | Red               | Družina            | Vrsta                        | Leto vrednotenja |
| -------- | ---------- | -------------- | ----------------- | ------------------ | ---------------------------- | ---------------- |
| 2117     | Arthropoda | Branchiopoda   | Anostraca         | Artemiidae         | Artemia monica               | 1996             |
| 2380     | Arthropoda | Maxillopoda    | Harpacticoida     | Canthocamptidae    | Attheyella yemanjae          | 1996             |
| 3771     | Arthropoda | Maxillopoda    | Harpacticoida     | Canthocamptidae    | Canthocamptus campaneri      | 1996             |
| 13258    | Arthropoda | Maxillopoda    | Cyclopoida        | Cyclopidae         | Metacyclops campestris       | 1996             |
| 13951    | Arthropoda | Maxillopoda    | Harpacticoida     | Parastenocarididae | Murunducaris juneae          | 1996             |
| 14001    | Arthropoda | Maxillopoda    | Cyclopoida        | Cyclopidae         | Muscocyclops bidenatus       | 1996             |
| 14002    | Arthropoda | Maxillopoda    | Cyclopoida        | Cyclopidae         | Muscocyclops therasiae       | 1996             |
| 14538    | Arthropoda | Insecta        | Orthoptera        | Gryllidae          | Neonemobius eurynotus        | 1996             |
| 17976    | Arthropoda | Maxillopoda    | Cyclopoida        | Cyclopidae         | Ponticyclops boscoi          | 1996             |
| 20434    | Arthropoda | Insecta        | Orthoptera        | Acrididae          | Spaniacris deserticola       | 1996             |
| 20764    | Arthropoda | Insecta        | Orthoptera        | Stenopelmatidae    | Stenopelmatus nigrocapitatus | 1996             |
| 21733    | Arthropoda | Maxillopoda    | Cyclopoida        | Cyclopidae         | Thermocyclops parvus         | 1996             |
| 79       | Chordata   | Actinopterygii | Cypriniformes     | Balitoridae        | Acanthocobitis urophthalmus  | 1996             |
| 2759     | Chordata   | Actinopterygii | Perciformes       | Osphronemidae      | Belontia signata             | 1996             |
| 12726    | Chordata   | Actinopterygii | Perciformes       | Osphronemidae      | Malpulutta kretseri          | 1996             |
| 13053    | Chordata   | Reptilia       | Crocodylia        | Alligatoridae      | Melanosuchus niger           | 2000             |
| 13586    | Chordata   | Actinopterygii | Perciformes       | Gobiidae           | Mistichthys luzonensis       | 1996             |
| 18887    | Chordata   | Actinopterygii | Cypriniformes     | Cyprinidae         | Pethia cumingii              | 1996             |
| 18895    | Chordata   | Actinopterygii | Cypriniformes     | Cyprinidae         | Pethia nigrofasciata         | 1996             |
| 17822    | Chordata   | Reptilia       | Testudines        | Podocnemididae     | Podocnemis expansa           | 1996             |
| 18900    | Chordata   | Actinopterygii | Cypriniformes     | Cyprinidae         | Puntius titteya              | 1996             |
| 19313    | Chordata   | Actinopterygii | Cypriniformes     | Cyprinidae         | Rasboroides vaterifloris     | 1996             |
| 18897    | Chordata   | Actinopterygii | Cypriniformes     | Cyprinidae         | Systomus pleurotaenia        | 1996             |
| 5483     | Mollusca   | Gastropoda     | Architaenioglossa | Craspedopomatidae  | Craspedopoma hespericum      | 1996             |
| 10105    | Mollusca   | Bivalvia       | Veneroida         | Tridacnidae        | Hippopus hippopus            | 1996             |
| 10106    | Mollusca   | Bivalvia       | Veneroida         | Tridacnidae        | Hippopus porcellanus         | 1996             |
| 20247    | Mollusca   | Bivalvia       | Unionoida         | Unionidae          | Simpsonaias ambigua          | 1996             |
| 22138    | Mollusca   | Bivalvia       | Veneroida         | Tridacnidae        | Tridacna maxima              | 1996             |
| 22140    | Mollusca   | Bivalvia       | Veneroida         | Tridacnidae        | Tridacna squamosa            | 1996             |

## Rastline (Plantae)
| ID vrste | Deblo        | Razred        | Red             | Družina         | Vrsta                                          | Leto vrednotenja |
| -------- | ------------ | ------------- | --------------- | --------------- | ---------------------------------------------- | ---------------- |
| 33045    | Tracheophyta | Magnoliopsida | Sapindales      | Rutaceae        | Acronychia porteri                             | 1998             |
| 39022    | Tracheophyta | Liliopsida    | Arecales        | Palmae          | Actinokentia huerlimannii                      | 1998             |
| 31804    | Tracheophyta | Magnoliopsida | Theales         | Theaceae        | Adinandra angulata                             | 1998             |
| 33054    | Tracheophyta | Magnoliopsida | Theales         | Theaceae        | Adinandra integerrima                          | 1998             |
| 36401    | Tracheophyta | Magnoliopsida | Theales         | Theaceae        | Adinandra parvifolia                           | 1998             |
| 34934    | Tracheophyta | Magnoliopsida | Rubiales        | Rubiaceae       | Alberta magna                                  | 1998             |
| 36332    | Tracheophyta | Magnoliopsida | Laurales        | Lauraceae       | Alseodaphne dura                               | 1998             |
| 36334    | Tracheophyta | Magnoliopsida | Laurales        | Lauraceae       | Alseodaphne garciniaecarpa                     | 1998             |
| 31467    | Tracheophyta | Magnoliopsida | Euphorbiales    | Euphorbiaceae   | Antidesma cruciforme                           | 1998             |
| 35183    | Tracheophyta | Magnoliopsida | Apiales         | Araliaceae      | Apiopetalum velutinum                          | 1998             |
| 38919    | Tracheophyta | Magnoliopsida | Ericales        | Ericaceae       | Arbutus glandulosa                             | 1998             |
| 38918    | Tracheophyta | Magnoliopsida | Ericales        | Ericaceae       | Arbutus xalapensis                             | 1998             |
| 39053    | Tracheophyta | Magnoliopsida | Fabales         | Leguminosae     | Archidendron pahangense                        | 1998             |
| 30341    | Tracheophyta | Magnoliopsida | Sapindales      | Sapindaceae     | Atalaya capensis                               | 1998             |
| 37986    | Tracheophyta | Magnoliopsida | Solanales       | Solanaceae      | Aureliana fasciculata                          | 1998             |
| 35358    | Tracheophyta | Magnoliopsida | Euphorbiales    | Euphorbiaceae   | Austrobuxus montis-do                          | 1998             |
| 31841    | Tracheophyta | Magnoliopsida | Euphorbiales    | Euphorbiaceae   | Baccaurea hookeri                              | 1998             |
| 31840    | Tracheophyta | Magnoliopsida | Euphorbiales    | Euphorbiaceae   | Baccaurea latifolia                            | 1998             |
| 31469    | Tracheophyta | Magnoliopsida | Euphorbiales    | Euphorbiaceae   | Baccaurea polyneura                            | 1998             |
| 31131    | Tracheophyta | Magnoliopsida | Fagales         | Balanopaceae    | Balanops balansae                              | 1998             |
| 38440    | Tracheophyta | Liliopsida    | Arecales        | Palmae          | Basselinia humboldtiana                        | 1998             |
| 38443    | Tracheophyta | Liliopsida    | Arecales        | Palmae          | Basselinia porphyrea                           | 1998             |
| 31137    | Tracheophyta | Magnoliopsida | Rubiales        | Rubiaceae       | Bikkia pachyphylla                             | 1998             |
| 38458    | Tracheophyta | Liliopsida    | Arecales        | Palmae          | Brongniartikentia lanuginosa                   | 1998             |
| 35281    | Tracheophyta | Magnoliopsida | Rosales         | Brunelliaceae   | Brunellia farallonensis                        | 1998             |
| 32028    | Tracheophyta | Magnoliopsida | Sapindales      | Zygophyllaceae  | Bulnesia sarmientoi                            | 1998             |
| 39144    | Tracheophyta | Magnoliopsida | Caryophyllales  | Portulacaceae   | Calandrinia galapagosa                         | 2000             |
| 31743    | Tracheophyta | Magnoliopsida | Sapindales      | Burseraceae     | Canarium pseudosumatranum                      | 1998             |
| 31744    | Tracheophyta | Magnoliopsida | Sapindales      | Burseraceae     | Canarium reniforme                             | 1998             |
| 31080    | Tracheophyta | Magnoliopsida | Violales        | Flacourtiaceae  | Casearia coriifolia                            | 1998             |
| 38469    | Tracheophyta | Liliopsida    | Arecales        | Palmae          | Chambeyronia lepidota                          | 1998             |
| 31615    | Tracheophyta | Magnoliopsida | Scrophulariales | Oleaceae        | Chionanthus caudifolius                        | 1998             |
| 31616    | Tracheophyta | Magnoliopsida | Scrophulariales | Oleaceae        | Chionanthus lancifolius                        | 1998             |
| 37724    | Tracheophyta | Magnoliopsida | Ebenales        | Sapotaceae      | Chrysophyllum brenesii                         | 1998             |
| 35376    | Tracheophyta | Magnoliopsida | Ebenales        | Sapotaceae      | Chrysophyllum flexuosum                        | 1998             |
| 35378    | Tracheophyta | Magnoliopsida | Ebenales        | Sapotaceae      | Chrysophyllum inornatum                        | 1998             |
| 35381    | Tracheophyta | Magnoliopsida | Ebenales        | Sapotaceae      | Chrysophyllum lucentifolium ssp. lucentifolium | 1998             |
| 32392    | Tracheophyta | Magnoliopsida | Laurales        | Lauraceae       | Cinnamomum micranthum                          | 1998             |
| 31368    | Tracheophyta | Magnoliopsida | Euphorbiales    | Euphorbiaceae   | Cleistanthus kingii                            | 1998             |
| 31474    | Tracheophyta | Magnoliopsida | Euphorbiales    | Euphorbiaceae   | Cleistanthus lanuginosus                       | 1998             |
| 31752    | Tracheophyta | Magnoliopsida | Ericales        | Clethraceae     | Clethra hendersonii                            | 1998             |
| 34771    | Tracheophyta | Magnoliopsida | Malvales        | Sterculiaceae   | Cola semecarpophylla                           | 1998             |
| 30310    | Tracheophyta | Magnoliopsida | Rosales         | Rosaceae        | Cotoneaster granatensis                        | 1998             |
| 30789    | Tracheophyta | Magnoliopsida | Malvales        | Bombacaceae     | Cullenia rosayroana                            | 1998             |
| 35352    | Tracheophyta | Magnoliopsida | Rosales         | Cunoniaceae     | Cunonia rotundifolia                           | 1998             |
| 32644    | Tracheophyta | Magnoliopsida | Sapindales      | Sapindaceae     | Cupania mollis                                 | 1998             |
| 31417    | Tracheophyta | Magnoliopsida | Magnoliales     | Annonaceae      | Cyathocalyx olivaceus                          | 1998             |
| 31701    | Tracheophyta | Magnoliopsida | Magnoliales     | Annonaceae      | Cyathocalyx scortechinii                       | 1998             |
| 31746    | Tracheophyta | Magnoliopsida | Sapindales      | Burseraceae     | Dacryodes kingii                               | 1998             |
| 32793    | Tracheophyta | Magnoliopsida | Cornales        | Cornaceae       | Davidia involucrata var. involucrata           | 1998             |
| 36357    | Tracheophyta | Magnoliopsida | Laurales        | Lauraceae       | Dehaasia lancifolia                            | 1998             |
| 32748    | Tracheophyta | Magnoliopsida | Sapindales      | Sapindaceae     | Deinbollia longiacuminata                      | 1998             |
| 31458    | Tracheophyta | Magnoliopsida | Ebenales        | Ebenaceae       | Diospyros johorensis                           | 1998             |
| 35356    | Tracheophyta | Magnoliopsida | Ebenales        | Ebenaceae       | Diospyros macrocarpa                           | 1998             |
| 31813    | Tracheophyta | Magnoliopsida | Malvales        | Tiliaceae       | Diplodiscus scortechinii                       | 1998             |
| 36320    | Tracheophyta | Magnoliopsida | Euphorbiales    | Euphorbiaceae   | Drypetes cockburnii                            | 1998             |
| 36507    | Tracheophyta | Magnoliopsida | Malvales        | Elaeocarpaceae  | Elaeocarpus cordifolius                        | 1998             |
| 36312    | Tracheophyta | Magnoliopsida | Malvales        | Elaeocarpaceae  | Elaeocarpus cruciatus                          | 1998             |
| 36314    | Tracheophyta | Magnoliopsida | Malvales        | Elaeocarpaceae  | Elaeocarpus glabrescens                        | 1998             |
| 36315    | Tracheophyta | Magnoliopsida | Malvales        | Elaeocarpaceae  | Elaeocarpus nanus                              | 1998             |
| 36316    | Tracheophyta | Magnoliopsida | Malvales        | Elaeocarpaceae  | Elaeocarpus pseudopaniculatus                  | 1998             |
| 36317    | Tracheophyta | Magnoliopsida | Malvales        | Elaeocarpaceae  | Elaeocarpus reticosus                          | 1998             |
| 36318    | Tracheophyta | Magnoliopsida | Malvales        | Elaeocarpaceae  | Elaeocarpus sallehiana                         | 1998             |
| 36518    | Tracheophyta | Magnoliopsida | Malvales        | Elaeocarpaceae  | Elaeocarpus submonoceras ssp. collinus         | 1998             |
| 36319    | Tracheophyta | Magnoliopsida | Malvales        | Elaeocarpaceae  | Elaeocarpus symingtonii                        | 1998             |
| 31703    | Tracheophyta | Magnoliopsida | Magnoliales     | Annonaceae      | Enicosanthum congregatum                       | 1998             |
| 37671    | Tracheophyta | Magnoliopsida | Ericales        | Ericaceae       | Erica scoparia ssp. platycodon                 | 1998             |
| 35515    | Tracheophyta | Magnoliopsida | Lecythidales    | Lecythidaceae   | Eschweilera atropetiolata                      | 1998             |
| 35518    | Tracheophyta | Magnoliopsida | Lecythidales    | Lecythidaceae   | Eschweilera cyathiformis                       | 1998             |
| 35521    | Tracheophyta | Magnoliopsida | Lecythidales    | Lecythidaceae   | Eschweilera obversa                            | 1998             |
| 31584    | Tracheophyta | Magnoliopsida | Myrtales        | Myrtaceae       | Eugenia orites                                 | 1998             |
| 31585    | Tracheophyta | Magnoliopsida | Myrtales        | Myrtaceae       | Eugenia pahangensis                            | 1998             |
| 31587    | Tracheophyta | Magnoliopsida | Myrtales        | Myrtaceae       | Eugenia pearsoniana                            | 1998             |
| 31602    | Tracheophyta | Magnoliopsida | Myrtales        | Myrtaceae       | Eugenia tahanensis                             | 1998             |
| 31604    | Tracheophyta | Magnoliopsida | Myrtales        | Myrtaceae       | Eugenia tecta                                  | 1998             |
| 31605    | Tracheophyta | Magnoliopsida | Myrtales        | Myrtaceae       | Eugenia tekuensis                              | 1998             |
| 31608    | Tracheophyta | Magnoliopsida | Myrtales        | Myrtaceae       | Eugenia watsoniana                             | 1998             |
| 31842    | Tracheophyta | Magnoliopsida | Sapindales      | Rutaceae        | Euodia robusta                                 | 1998             |
| 37723    | Tracheophyta | Magnoliopsida | Celastrales     | Celastraceae    | Euonymus glandulosus                           | 1998             |
| 30348    | Tracheophyta | Magnoliopsida | Proteales       | Proteaceae      | Faurea macnaughtonii                           | 1998             |
| 36301    | Tracheophyta | Magnoliopsida | Apiales         | Araliaceae      | Gamblea malayana                               | 1998             |
| 31519    | Tracheophyta | Magnoliopsida | Theales         | Guttiferae      | Garcinia diversifolia                          | 1998             |
| 36325    | Tracheophyta | Magnoliopsida | Theales         | Guttiferae      | Garcinia eugeniaefolia                         | 1998             |
| 30792    | Tracheophyta | Magnoliopsida | Theales         | Guttiferae      | Garcinia hermonii                              | 1998             |
| 31781    | Tracheophyta | Magnoliopsida | Sapindales      | Rutaceae        | Glycosmis decipiens                            | 1998             |
| 30847    | Tracheophyta | Magnoliopsida | Sapindales      | Zygophyllaceae  | Guaiacum coulteri                              | 1998             |
| 35556    | Tracheophyta | Magnoliopsida | Sapindales      | Meliaceae       | Guarea venenata                                | 1998             |
| 31768    | Tracheophyta | Magnoliopsida | Proteales       | Proteaceae      | Heliciopsis montana                            | 1998             |
| 31770    | Tracheophyta | Magnoliopsida | Proteales       | Proteaceae      | Heliciopsis whitmorei                          | 1998             |
| 34603    | Tracheophyta | Magnoliopsida | Magnoliales     | Myristicaceae   | Horsfieldia subalpina ssp. kinabaluensis       | 1998             |
| 31508    | Tracheophyta | Magnoliopsida | Violales        | Flacourtiaceae  | Hydnocarpus cucurbitina                        | 1998             |
| 31731    | Tracheophyta | Magnoliopsida | Celastrales     | Aquifoliaceae   | Ilex grandiflora                               | 1998             |
| 31732    | Tracheophyta | Magnoliopsida | Celastrales     | Aquifoliaceae   | Ilex illustris                                 | 1998             |
| 31733    | Tracheophyta | Magnoliopsida | Celastrales     | Aquifoliaceae   | Ilex patens                                    | 1998             |
| 31735    | Tracheophyta | Magnoliopsida | Celastrales     | Aquifoliaceae   | Ilex sclerophylla                              | 1998             |
| 31736    | Tracheophyta | Magnoliopsida | Celastrales     | Aquifoliaceae   | Ilex tahanensis                                | 1998             |
| 39054    | Tracheophyta | Magnoliopsida | Illiciales      | Illiciaceae     | Illicium peninsulare                           | 1998             |
| 39055    | Tracheophyta | Magnoliopsida | Illiciales      | Illiciaceae     | Illicium tenuifolium                           | 1998             |
| 38296    | Tracheophyta | Magnoliopsida | Fabales         | Leguminosae     | Inga megalobotrys                              | 1998             |
| 38235    | Tracheophyta | Magnoliopsida | Fabales         | Leguminosae     | Inga porcata                                   | 1998             |
| 31385    | Tracheophyta | Magnoliopsida | Ebenales        | Sapotaceae      | Isonandra perakensis var. perakensis           | 1998             |
| 31945    | Tracheophyta | Magnoliopsida | Magnoliales     | Myristicaceae   | Knema kinabaluensis                            | 1998             |
| 34681    | Tracheophyta | Magnoliopsida | Magnoliales     | Myristicaceae   | Knema losirensis                               | 1998             |
| 31559    | Tracheophyta | Magnoliopsida | Magnoliales     | Myristicaceae   | Knema oblongifolia                             | 1998             |
| 31955    | Tracheophyta | Magnoliopsida | Magnoliales     | Myristicaceae   | Knema piriformis                               | 1998             |
| 31486    | Tracheophyta | Magnoliopsida | Euphorbiales    | Euphorbiaceae   | Koilodepas wallichianum                        | 1998             |
| 33208    | Tracheophyta | Magnoliopsida | Fabales         | Leguminosae     | Koompassia excelsa                             | 1998             |
| 33209    | Tracheophyta | Magnoliopsida | Fabales         | Leguminosae     | Koompassia malaccensis                         | 1998             |
| 32606    | Tracheophyta | Magnoliopsida | Rubiales        | Rubiaceae       | Lasianthus oliganthus                          | 1998             |
| 31068    | Tracheophyta | Magnoliopsida | Violales        | Flacourtiaceae  | Lasiochlamys trichostemona                     | 1998             |
| 35586    | Tracheophyta | Magnoliopsida | Lecythidales    | Lecythidaceae   | Lecythis lanceolata                            | 1998             |
| 34420    | Tracheophyta | Magnoliopsida | Lecythidales    | Lecythidaceae   | Lecythis lurida                                | 1998             |
| 34957    | Tracheophyta | Magnoliopsida | Proteales       | Proteaceae      | Leucadendron strobilinum                       | 1998             |
| 37493    | Tracheophyta | Magnoliopsida | Fabales         | Leguminosae     | Leucaena leucocephala ssp. ixtahuacana         | 1998             |
| 37488    | Tracheophyta | Magnoliopsida | Fabales         | Leguminosae     | Leucaena salvadorensis                         | 1998             |
| 31499    | Tracheophyta | Magnoliopsida | Fagales         | Fagaceae        | Lithocarpus kingianus                          | 1998             |
| 31501    | Tracheophyta | Magnoliopsida | Fagales         | Fagaceae        | Lithocarpus kunstleri                          | 1998             |
| 36364    | Tracheophyta | Magnoliopsida | Laurales        | Lauraceae       | Litsea foxiana                                 | 1998             |
| 36366    | Tracheophyta | Magnoliopsida | Laurales        | Lauraceae       | Litsea hirsutissima                            | 1998             |
| 38594    | Tracheophyta | Liliopsida    | Arecales        | Palmae          | Livistona alfredii                             | 1998             |
| 38597    | Tracheophyta | Liliopsida    | Arecales        | Palmae          | Livistona mariae                               | 1998             |
| 38599    | Tracheophyta | Liliopsida    | Arecales        | Palmae          | Livistona tahanensis                           | 1998             |
| 36322    | Tracheophyta | Magnoliopsida | Euphorbiales    | Euphorbiaceae   | Macaranga quadricornis                         | 1998             |
| 31789    | Tracheophyta | Magnoliopsida | Ebenales        | Sapotaceae      | Madhuca penangiana                             | 1998             |
| 31795    | Tracheophyta | Magnoliopsida | Ebenales        | Sapotaceae      | Madhuca tubulosa                               | 1998             |
| 35617    | Tracheophyta | Magnoliopsida | Ebenales        | Sapotaceae      | Manilkara paraensis                            | 1998             |
| 34750    | Tracheophyta | Magnoliopsida | Ebenales        | Sapotaceae      | Manilkara subsericea                           | 1998             |
| 38609    | Tracheophyta | Liliopsida    | Arecales        | Palmae          | Mauritia carana                                | 1998             |
| 37673    | Tracheophyta | Magnoliopsida | Celastrales     | Celastraceae    | Maytenus canariensis                           | 1998             |
| 31836    | Tracheophyta | Magnoliopsida | Myrtales        | Melastomataceae | Memecylon acuminatum var. acuminatum           | 1998             |
| 36380    | Tracheophyta | Magnoliopsida | Myrtales        | Melastomataceae | Memecylon corticosum                           | 1998             |
| 31535    | Tracheophyta | Magnoliopsida | Theales         | Guttiferae      | Mesua rosea                                    | 1998             |
| 31309    | Tracheophyta | Magnoliopsida | Myrtales        | Myrtaceae       | Metrosideros humboldtiana                      | 1998             |
| 37832    | Tracheophyta | Magnoliopsida | Malvales        | Tiliaceae       | Microcos laurifolia                            | 1998             |
| 35632    | Tracheophyta | Magnoliopsida | Ebenales        | Sapotaceae      | Micropholis crassipedicellata                  | 1998             |
| 33965    | Tracheophyta | Magnoliopsida | Ebenales        | Sapotaceae      | Micropholis williamii                          | 1998             |
| 38612    | Tracheophyta | Liliopsida    | Arecales        | Palmae          | Moratia cerifera                               | 1998             |
| 36156    | Tracheophyta | Magnoliopsida | Laurales        | Lauraceae       | Nectandra baccans                              | 1998             |
| 36371    | Tracheophyta | Magnoliopsida | Laurales        | Lauraceae       | Neolitsea kedahense                            | 1998             |
| 39639    | Tracheophyta | Magnoliopsida | Nepenthales     | Nepenthaceae    | Nepenthes albomarginata                        | 2000             |
| 39642    | Tracheophyta | Magnoliopsida | Nepenthales     | Nepenthaceae    | Nepenthes angasanensis                         | 2000             |
| 39654    | Tracheophyta | Magnoliopsida | Nepenthales     | Nepenthaceae    | Nepenthes densiflora                           | 2000             |
| 39655    | Tracheophyta | Magnoliopsida | Nepenthales     | Nepenthaceae    | Nepenthes diatas                               | 2000             |
| 39665    | Tracheophyta | Magnoliopsida | Nepenthales     | Nepenthaceae    | Nepenthes hirsuta                              | 2000             |
| 39666    | Tracheophyta | Magnoliopsida | Nepenthales     | Nepenthaceae    | Nepenthes hispida                              | 2000             |
| 39694    | Tracheophyta | Magnoliopsida | Nepenthales     | Nepenthaceae    | Nepenthes sanguinea                            | 2000             |
| 36374    | Tracheophyta | Magnoliopsida | Laurales        | Lauraceae       | Nothaphoebe pahangensis                        | 1998             |
| 31130    | Tracheophyta | Magnoliopsida | Fagales         | Fagaceae        | Nothofagus baumanniae                          | 1998             |
| 30752    | Tracheophyta | Magnoliopsida | Laurales        | Lauraceae       | Ocotea clarkei                                 | 1998             |
| 31551    | Tracheophyta | Magnoliopsida | Fabales         | Leguminosae     | Ormosia gracilis                               | 1998             |
| 31149    | Tracheophyta | Magnoliopsida | Lamiales        | Verbenaceae     | Oxera crassifolia                              | 1998             |
| 33540    | Tracheophyta | Magnoliopsida | Ebenales        | Sapotaceae      | Palaquium petiolare                            | 1998             |
| 31796    | Tracheophyta | Magnoliopsida | Ebenales        | Sapotaceae      | Palaquium regina-montium                       | 1998             |
| 35353    | Tracheophyta | Magnoliopsida | Rosales         | Cunoniaceae     | Pancheria humboldtiana                         | 1998             |
| 35354    | Tracheophyta | Magnoliopsida | Rosales         | Cunoniaceae     | Pancheria multijuga                            | 1998             |
| 35355    | Tracheophyta | Magnoliopsida | Rosales         | Cunoniaceae     | Pancheria robusta                              | 1998             |
| 31138    | Tracheophyta | Liliopsida    | Pandanales      | Pandanaceae     | Pandanus clandestinus                          | 1998             |
| 31792    | Tracheophyta | Magnoliopsida | Ebenales        | Sapotaceae      | Payena selangorica                             | 1998             |
| 32751    | Tracheophyta | Magnoliopsida | Myrtales        | Thymelaeaceae   | Peddiea kivuensis                              | 1998             |
| 31814    | Tracheophyta | Magnoliopsida | Malvales        | Tiliaceae       | Pentace excelsa                                | 1998             |
| 31815    | Tracheophyta | Magnoliopsida | Malvales        | Tiliaceae       | Pentace grandiflora                            | 1998             |
| 36402    | Tracheophyta | Magnoliopsida | Malvales        | Tiliaceae       | Pentace strychnoidea                           | 1998             |
| 31282    | Tracheophyta | Magnoliopsida | Apiales         | Araliaceae      | Pentapanax henyri                              | 1998             |
| 30329    | Tracheophyta | Magnoliopsida | Laurales        | Lauraceae       | Persea indica                                  | 1998             |
| 36375    | Tracheophyta | Magnoliopsida | Laurales        | Lauraceae       | Phoebe scortechinii                            | 1998             |
| 31489    | Tracheophyta | Magnoliopsida | Euphorbiales    | Euphorbiaceae   | Phyllanthus watsonii                           | 1998             |
| 38636    | Tracheophyta | Liliopsida    | Arecales        | Palmae          | Phytelephas seemannii                          | 1998             |
| 30486    | Tracheophyta | Magnoliopsida | Rosales         | Pittosporaceae  | Pittosporum turneri                            | 1998             |
| 31140    | Tracheophyta | Magnoliopsida | Rosales         | Escalloniaceae  | Platyspermation crassifolium                   | 1998             |
| 31737    | Tracheophyta | Magnoliopsida | Apiales         | Araliaceae      | Polyscias montana                              | 1998             |
| 34647    | Tracheophyta | Magnoliopsida | Ebenales        | Sapotaceae      | Pouteria altissima                             | 1998             |
| 35809    | Tracheophyta | Magnoliopsida | Ebenales        | Sapotaceae      | Pouteria beaurepairei                          | 1998             |
| 35891    | Tracheophyta | Magnoliopsida | Ebenales        | Sapotaceae      | Pouteria retinervis                            | 1998             |
| 32037    | Tracheophyta | Magnoliopsida | Fabales         | Leguminosae     | Prosopis tamarugo                              | 1998             |
| 34612    | Tracheophyta | Magnoliopsida | Rosales         | Rosaceae        | Prunus kinabaluensis                           | 1998             |
| 31722    | Tracheophyta | Magnoliopsida | Magnoliales     | Annonaceae      | Pseuduvaria galeata                            | 1998             |
| 31724    | Tracheophyta | Magnoliopsida | Magnoliales     | Annonaceae      | Pseuduvaria taipingensis                       | 1998             |
| 31807    | Tracheophyta | Magnoliopsida | Theales         | Theaceae        | Pyrenaria pahangensis                          | 1998             |
| 34726    | Tracheophyta | Magnoliopsida | Fagales         | Fagaceae        | Quercus cerrioides                             | 1998             |
| 37500    | Tracheophyta | Magnoliopsida | Fagales         | Fagaceae        | Quercus petraea ssp. huguetiana                | 1998             |
| 31870    | Tracheophyta | Magnoliopsida | Scrophulariales | Bignoniaceae    | Radermachera ramiflora                         | 1998             |
| 36403    | Tracheophyta | Magnoliopsida | Violales        | Flacourtiaceae  | Rawsonia reticulata                            | 1998             |
| 30333    | Tracheophyta | Magnoliopsida | Rhamnales       | Rhamnaceae      | Rhamnus glandulosa                             | 1998             |
| 32449    | Tracheophyta | Magnoliopsida | Ericales        | Ericaceae       | Rhododendron fictolacteum                      | 1998             |
| 38683    | Tracheophyta | Liliopsida    | Arecales        | Palmae          | Rhopaloblaste singaporensis                    | 1998             |
| 38684    | Tracheophyta | Liliopsida    | Arecales        | Palmae          | Rhopalostylis baueri var. baueri               | 1998             |
| 38685    | Tracheophyta | Liliopsida    | Arecales        | Palmae          | Rhopalostylis baueri var. cheesemanii          | 1998             |
| 38686    | Tracheophyta | Liliopsida    | Arecales        | Palmae          | Rhopalostylis sapida                           | 1998             |
| 31281    | Tracheophyta | Magnoliopsida | Sapindales      | Anacardiaceae   | Rhus delavayi                                  | 1998             |
| 36000    | Tracheophyta | Magnoliopsida | Magnoliales     | Annonaceae      | Rollinia herzogii                              | 1998             |
| 31514    | Tracheophyta | Magnoliopsida | Violales        | Flacourtiaceae  | Ryparosa scortechinii                          | 1998             |
| 36214    | Tracheophyta | Magnoliopsida | Theales         | Actinidiaceae   | Saurauia mahmudii                              | 1998             |
| 31409    | Tracheophyta | Magnoliopsida | Theales         | Actinidiaceae   | Saurauia malayana                              | 1998             |
| 36306    | Tracheophyta | Magnoliopsida | Apiales         | Araliaceae      | Schefflera pueckleri                           | 1998             |
| 31818    | Tracheophyta | Magnoliopsida | Malvales        | Tiliaceae       | Schoutenia furfuracea                          | 1998             |
| 31139    | Tracheophyta | Magnoliopsida | Fabales         | Leguminosae     | Serianthes petitiana                           | 1998             |
| 37988    | Tracheophyta | Magnoliopsida | Solanales       | Solanaceae      | Solanum bullatum                               | 1998             |
| 37989    | Tracheophyta | Magnoliopsida | Solanales       | Solanaceae      | Solanum cinnamomeum                            | 1998             |
| 37990    | Tracheophyta | Magnoliopsida | Solanales       | Solanaceae      | Solanum granulosum-leprosum                    | 1998             |
| 35655    | Tracheophyta | Magnoliopsida | Solanales       | Solanaceae      | Solanum inaequale                              | 1998             |
| 37991    | Tracheophyta | Magnoliopsida | Solanales       | Solanaceae      | Solanum leucodendron                           | 1998             |
| 34733    | Tracheophyta | Magnoliopsida | Rosales         | Rosaceae        | Sorbus austriaca ssp. croatica                 | 1998             |
| 38926    | Tracheophyta | Magnoliopsida | Scrophulariales | Acanthaceae     | Spathacanthus hahnianus                        | 1998             |
| 30846    | Tracheophyta | Magnoliopsida | Ebenales        | Symplocaceae    | Symplocos longipes                             | 1998             |
| 31803    | Tracheophyta | Magnoliopsida | Ebenales        | Symplocaceae    | Symplocos pyriflora                            | 1998             |
| 35322    | Tracheophyta | Magnoliopsida | Gentianales     | Apocynaceae     | Tabernaemontana gamblei                        | 1998             |
| 31730    | Tracheophyta | Magnoliopsida | Gentianales     | Apocynaceae     | Tabernaemontana polyneura                      | 1998             |
| 36397    | Tracheophyta | Magnoliopsida | Sapindales      | Rutaceae        | Terminthodia viridiflora                       | 1998             |
| 31809    | Tracheophyta | Magnoliopsida | Theales         | Theaceae        | Ternstroemia evenia                            | 1998             |
| 37897    | Tracheophyta | Magnoliopsida | Theales         | Theaceae        | Ternstroemia maclellandiana                    | 1998             |
| 31784    | Tracheophyta | Magnoliopsida | Sapindales      | Rutaceae        | Tetractomia majus                              | 1998             |
| 36098    | Tracheophyta | Magnoliopsida | Sapindales      | Meliaceae       | Trichilia lecointei                            | 1998             |
| 31493    | Tracheophyta | Magnoliopsida | Euphorbiales    | Euphorbiaceae   | Trigonostemon rufescens                        | 1998             |
| 31614    | Tracheophyta | Magnoliopsida | Myrtales        | Myrtaceae       | Tristania razakiana                            | 1998             |
| 35359    | Tracheophyta | Magnoliopsida | Myrtales        | Myrtaceae       | Tristaniopsis lucida                           | 1998             |
| 38715    | Tracheophyta | Liliopsida    | Arecales        | Palmae          | Veitchia metiti                                | 1998             |
| 30717    | Tracheophyta | Magnoliopsida | Dipsacales      | Caprifoliaceae  | Viburnum elatum                                | 1998             |
| 30338    | Tracheophyta | Magnoliopsida | Theales         | Theaceae        | Visnea mocanera                                | 1998             |
| 38733    | Tracheophyta | Liliopsida    | Arecales        | Palmae          | Wodyetia bifurcata                             | 1998             |
| 36390    | Tracheophyta | Magnoliopsida | Polygalales     | Polygalaceae    | Xanthophyllum monticolum                       | 1998             |
| 36391    | Tracheophyta | Magnoliopsida | Polygalales     | Polygalaceae    | Xanthophyllum pubescens                        | 1998             |